# Butmirska kultura
Butmirska kultura je grupa neolitskog doba, s nizom lokalnih karakteristika, koja se rasprostirala u centralnoj Bosni i Hercegovini, gornjem porječju rijeke Bosne, od Zavidovića do Sarajeva. Na navedenoj teritoriji središnje Bosne nalazi se veći broj manjih, zatvorenih polja uz riječne tokove, što je odgovaralo neolitskim zajednicama koje su živjele u manjim zatvorenim gospodarstvenim cjelinama.
Ime je dobila po rezultatima s prvog i dosada najvećeg (5306 m2) arheološkog lokaliteta Butmira kod Ilidže iz doba neolita na teritoriji Bosne i Hercegovine. Istraživanja su obavljena 1893 – 1896. Ovim nalazima se pridružuju i rezultati s lokaliteta Obre II kod Ćatića u dolini Trstionice, Brda u Kiseljaku, Neba i Mujevina u dolini Bile kod Travnika, Crkvine u Turbetu, Okolišta kod Moštra i Kraljevina kod Novog Šehera. U njima je bila ista neolitska kultura koja je nazvana butmirskom kulturnom skupinom.
Mlađi neolit je podijeljen u tri perioda. Prema radikarbonskim analizama, život u ovim naseljima trajao je od 5100. do 4500. godine prije naše ere: 
-     Butmir I, 5100 - 4900. godine,
-     Butmir II,  4850 - 4750. godine (naselje u Butmiru, rezultati do 1979. godine),
-     Butmir III, do 4500. godine (Gimbutas, 1974, 16) (rezultati iz 2002. godine). 

## Naselja
Ustanovljeno je postojanje nadzemnih nastambi i zemunica ili poluzemunica (koje su služile kao radionice, štale i slično). U Butmiru je otkriveno oko 90 zemunica koje su grupirane u 5 skupina. Zemuničke jame bile su raspoređene u nekoliko skupina i kružno poredane oko slobodnih površina kao središnjih mjesta tih skupina. Stiče se dojam da su u tako grupiranim nastambama bili nastanjeni pojedini rodovi koji su zajedno živjeli unutar ovog naselja.
Nađeni su ostaci pšenice, ječma i leće, ali su nađeni i ostaci raznih divljih sorti kao što su divlja jabuka i lješnjak.
Životinjske kosti su nađene u malom broju i to od goveda, svinja i koza. Taj pokazatelj indicira na sporednu ulogu stočarstva. Prema nalazu kosti, najviše se lovila krupna divljač (jelen, srna, divlja svinja).
Izrada kremenog i kamenog alata se vršila na posebnom radioničkom mjestu u naselju, i to između kuća na slobodnom prostoru i pretpostavlja se da su ta “radionička postrojenja” bila zajednička a ne porodična. Najviše su zastupljeni raznovrsni tipovi strelica, kamenih sjekira, sjekira-čekića s rupom za nasađivanje, dugih retuširanih noževa, kao i kremeni noževi s usjecima za vezivanje pri donjem kraju oruđa. Od koštanog materijala su zastupljeni svi mogući oblici raznih alatki izrađenih od kosti.
Nakit nije nađen u Butmiru, za razliku od naselja u Nebu i Obrama II gdje su nađeni skupocjeni uvezeni materijali (ritoni i nakit od školjke – spondilus, sve s Jadrana).

## Keramika
Keramika butmirske kulturne skupine je najraznovrsnija i najdekorativnija keramička roba u čitavoj prelaznoj zoni, Zahvaljujući keramici, koja se odlikovala specifičnim osobinama, i uz to često velikim umjetničkim vrijednostima, sam lokalitet Butmir je dugo vremena zauzimao posebno mjesto u južnoj Evropi. To se naročito odnosi na srednju fazu (klasičnu) butmirske kulture (Butmir II) u kojoj su došle do izražaja sve najbolje osobine keramičkih izrađevina u butmirskim naseljima.
U ovoj fazi se znatno povećao repertoar oblika. Uz konične zdjele, kao standardan oblik ove faze, nastaje tip koničnih posuda s blago uvijenim gornjim dijelom. Zatim su zastupljene ovalne, poluloptaste i bikonične forme posuda s manje izvijenim i kraćim cilindričnim vratom, vaze na nozi i plitke grube zdjele s valovito oblikovanim obodom. Drške su brojnije nego u fazi I, a pored trakastih i tunelastih ističu se drške u vidu stiliziranih životinjskih glava. U Butmiru se u ovoj fazi fina keramika javlja u tri osnovne vrste: crnoglačana, spiralno-trakasta i keramika hvarsko-lisičićkog tipa.
Crnoglačana keramika ima tri osnovna oblika: bikonične i zaobljene šolje i zdjele, i vaze na nozi s brojnim varijacijama oblika tih nogu. Kao ukras na ovoj keramici najviše je zastupljena plastična dugmad i to u vidu dvostrukih redova, ili dugmad kombinirana s potomama, dok su bikonične vaze često dekorirane okomitim kanelurama. 
Spiralno-trakasta keramika je najizrazitija karakteristika klasične butmirske skupine (faza Butmir II). U tehničkom pogledu to je najbolje izrađena keramika, a majstori su dostigli najviši umjetnički domet u njenom ukrašavanju. Osnovni oblici spiralno trakaste keramike su: loptaste vaze, loptaste vaze s visokim vratom, bikonične zdjele i šolje, vaze sa zaobljenim gornjim dijelom ili s cilindričnim vratom, kanope (kruškoliko vaze), visoke šolje ovalnog profila, vaze s više nogu, razno minijaturno posuđe, te žrtvenici s četiri noge. Motivi u vidu spirala u obliku slova C i S, koji su doživjeli pravi procvat,  redovno se javljaju na loptastim vazama, a rjeđe na loptastim vazama s visokim cilindričnim vratom. Plastične spirale često su ukrašene crvenom ili bijelom inkrustracijom. Najčešće je dobro uglačana okolna površina prekrivena crvenom bojom. Trakasti motivi su preuzeti iz prethodne faze, ali variraju u mnogo bogatijim kombinacijama, a upotreba bijele inkrustracije je češća. Najdekorativniji su motivi u vidu meandra, vučijih zuba, i u vidu slova K. Od svih istovremenih naselja u Butmiru se najviše razvio strogi geometrijski stil, a pravolinijski motivi se javljaju u najviše varijacija. Tako je Butmir nakon iskopavanja od 1893. do 1896. godine postao pojam spiraloidne i trakaste keramike.

## Ljudske figure
Keramički predmeti plastične umjetnosti čine važnu komponentu u okviru butmirske kulturne skupine,. Najviše su zastupljeni prikazi ljudskih figura, izrađeni s velikom pažnjom u crnoglačanoj tehnici. Urezima su naglašeni pojedini detalji tijela ili odjeće. Najbrojniji su ženski likovi kod kojih su naglašene osobine tijela. Jedan broj sačuvanih glava ljudskih figurina ima određene osobine realistične umjetnosti, koje omogućavaju naziranje tri osnovna rasna tipa: armenoide, negroide i europeide (alpski tip), ali je teško reći da li je to samo vizija umjetnika ili se zaista radi o pokušaju prikaza rasnih tipova. Donji dio tijela završava kao valjkasta cjelina s malim proširenjem na dnu (suknja?), a rijetko su prikazane i noge. Na nekim figurinama odjevni detalji se ističu pomoću raznih ureza i uboda.
Pored realističnih prikaza, u Butmiru su nađeni i shematični prikazi ljudskog lika i to u dvije varijante: varijanta 1, “likovi s maskama”, i varijanta 2, “adoranti”. Većinom su to ženske figurei, što se povezuje s matrijarhalnim odnosima koji su vladali u neolitskom periodu, ali i s kultnim radnjama i magijskim obredima.
Životinjske figure su zastupljene u malom broju, a prikazuju najčešće rogate domaće životinje, odnosno goveda, ali bez smisla za realizam kao kod ljudskih figurina.